# Mucharz
Mucharz is een dorp in de Poolse woiwodschap Klein-Polen. De plaats maakt deel uit van de gemeente Mucharz en telt 830 inwoners.

## Verkeer en vervoer
- Station Mucharz